# Лепа Радић
Лепа Радић (Гашница, код Босанске Градишке, 19. децембар 1925 — Босанска Крупа, 11. фебруар 1943) била је учесница Народноослободилачке борбе и народни херој Југославије.
Заједно са старијом сестром Даром одрасла је у селу Бистрици, где су завршиле основну школу. Средњу женску стручну школу завршила је у Босанској Градишки, а од краја школовања до почетка Другог светског рата живела је са родитељима у Гашници. Преко стрица Владете, након окупације Југославије 1941. се укључила у припреме оружаног устанка на Козари. У лето 1941. четворо чланова њене породице — отац Свето, стричеви Војо и Владета и стрина Јованка — отишли су у партизане. Заједно са преосталим члановима породице, почетком децембра била је ухапшена и спроведена у Градишку. Након двадесетак дана, пуштена је на слободу и тада је отишла у партизане.
Ступила је у Други крајишки партизански одред, под командом доктора Младена Стојановића. Најпре је похађала медицински курс и бринула о партизанским рањеницима, а потом била борац у Грбовачкој партизанској чети. Током марта и априла 1942. похађала је партијски курс након кога је била примљена у чланство Комунистичке партије (КПЈ). Њен политички рад прекинула је офанзива на Козару, након које је прешла у Подгрмеч, где је деловала као члан Општинског комитета КПЈ за Средњи Дубовик. Активно је радила на стварању првих организација Уједињене антифашистичке омладине и Антифашистичког фронта жена.
Када је крајем јануара 1943. године отпочела Четврта непријатељска офанзива, учествовала је у евакуацији становништва и рањеника и прихватању избеглица које су долазиле са Баније и Кордуна. Заједно са великим збегом народа, почетком фебруара 1943. била је заробљена на Грмечу и спроведена у Босанску Крупу, где су је Немци обесили.
За народног хероја проглашена је 20. децембра 1951. године.

## Биографија
Рођена је 19. децембра 1925. године у селу Гашници, код Босанске Градишке. Била је друго од укупно троје деце сиромашног земљорадника Светозара Свете Радића. Како је породица била исувише сиромашна, Стево је Лепу и њену годину дана старију сестру Дару послао код својих родитеља у село Бистрицу. Након смрти Стевиног оца Милоша Радића, који је био православни свештеник, бригу о девојчицама преузела је баба Даринка.
У Бистрици су обе сестре завршиле основну школу, а потом су у Босанској Градишки похађале четворогодишњу Средњу женску стручну школу, коју су завршиле 1939. године. Први разред стручне школе, Лепа је похађала у Босанској Крупи, где је боравила код стрица Воје, а остале разреде у Градишки. Још у најранијем детињству, велики утицај на Лепу остварио је њен стриц Владета Радић, електричарски радник који је радио у Бањалуци, али је често долазио у родно село. Он је припадао револуционарном радничком покрету и када је боравио у селу, окупљао је своје другове, међу којима и Енвера Шиљка, народног хероја и дуго са њима причао о политици и стању у друштву. Још у средњошколским данима Лепа је читала књиге које је доносио њен стриц, а посебно је заволела Гвоздену пету, Џека Лондона и Мати, Максима Горког.
За време средњошколских дана, Дара и Лепа су становале у Новом Варошу, удаљеном пар километара од Босанске Градишке. Њену стручну школу су у односу на гимназију сматрали другоразредном, што је њу доста љутило, јер се као одлична ученица борила за углед своје школе. Утицала је на другарице да и оне боље уче, а посебно вешта је била у ручном раду. Волела је књижевност, а највише поезију Јована Јовановића Змаја и Владимира Назора. Иако сиромашна, помагала је другим ученицама. Радовала се екскурзијама у Загреб и Ријеку, а често је одлазила у посету родитељима и млађем брату Милану, који је рођен 1927. године. Након завршетка школовања, Лепа и њена сестра су се вратиле код родитеља у Гашницу.
Многе Лепине другарице из Средње женске стручне школе су биле учеснице Народноослободилачког рата, а поред ње у току рата су страдале — Невенка Нена Лукић (1923—1943), коју су усташе стрељале испред радње њеног оца; сестре Десанка Деса (1922—1944) и Мирјана Мира Бамбураћ (1923—1944), које су усташе обесиле о електрични стуб; Мирјана Мира Раца (1921—1945), која је страдала у логору Стара Градишка и др.

### Одлазак у партизане
Након окупације Југославије и стварање квислиншке Независне Државе Хрватске (НДХ), 1941. године, у чији састав је ушла и Босанска крајина, усташе су отпочеле са прогоном и масовним убијањем српског становништва. Лепин стриц Владета Радић тада се као присталица Народноослободилачког покрета (НОП) активно укључио у припреме оружаног устанка, којима је руководила Комунистичка партија. Био је задужен за прикупљање оружја, заосталог од бивше Југословенске војске, а Лепа му је помагала у скривању прикупљеног оружја. Када је јула 1941. избио устанак на Козари, из Лепине породице су у партизане отишли — отац Свето, стричеви Владета и Воја и стрина Јованка, једна од првих партизанки на Козари. Они су септембра 1941. године постали борци Другог крајишког партизанског одреда, којим је командовао доктор Младен Стојановић. Октобра 1941. Лепа је извезла црвену заставу са петокраком звездом за борце Козарачког одреда. Почетком децембра 1941, након прве неуспеле офанзиве на устанике на Козари, усташе су упале у Гашницу и отпочеле са хапшењем народа. Међу ухапшенима, били су и преостали чланови породице Радић — баба Даринка, Лепина мајка са сином Миланом и трогодишњом Милицом, ћерком стрине Јованке, Дара и Лепа. У затвору у Градишки, провели су двадесетак дана, након чега су 23. децембра били пуштени кући. Одмах по повратку у село, шеснаестогодишња Лепа је са својом седамнаестогодишњом сестром Даром отишла у Грбавце, на Козари, где су ступиле у Грбовачку партизанску чету.
Као веома младе, скоро девојчице, Лепа и њена сестра пребачене су у амбуланту Другог крајишког одреда, где су биле најмлађе болничарке. Овде се налазила и њихова стрина Јованка. Командант одреда и лекар Младен Стојановић објашњавао им је како да превијају и негују рањенике. Прву ратну зиму 1941/42. године, Дара и Лепа провеле су у бараци, у дубини шуме изнад приједорске Бистрице, где су били смештени рањени и болесни борци. Са великом бригом и пажњом, бринуле су о рањеницима, покушавајући да их у недостатку лекова и других медикамената, охрабре својом младалачком ведрином. Након четири месеца проведена у болници, Лепа је у марту 1942. поново ступила у Грабовачку партизанску чету, са којом је учествовала у неколико борби и диверзантских акција.

### Политички радник у Подгрмечу
Од доласка у партизане Лепа је исказивала жељу за политичким радом, па је током марта и априла 1942. у селу Ламовита похађала кратки партијски курс, којим је руководила Мица Врховец, чланица Комунистичке партије. Овај курс одржаван је у згради основне школе, а поред Лепе, похађале су га Дара Радуловић, Стоја Јањић и Боса Кусоњић, активисткиње Савеза комунистичке омладине Југославије (СКОЈ). Проучавале су прву и другу главу Историје СКП(б), а током курса често их је посећивао Јосип Мажар Шоша, који им је помагао у савлађивању градива и објашњавао актуелне војно-политичке догађаје. Након завршетка политичке обуке, Лепа је била примљена у чланство Комунистичке партије Југославије (КПЈ) и половином маја 1942. упућена у Омарску, код Приједора, где је била задужена за политички рад у селима Горњи и Доњи Подградци. Овде је окупљала омладину и са њом организовала састанке на којима им је говорила о циљевима Народноослободилачког покрета. Њен политички рад прекинуо је почетак непријатељске офанзиве на Козару, почетком јуна 1942. године.
Приликом пробоја једног батаљона Козарског одреда из обруча на Козари, почетком јула 1942, Лепа је заједно са масом народа прешла у Подгрмеч. На Козари је тада остала цела њена породица, а током офанзиве, погинули су њени отац Свето (1901—1942) и стриц Владета (1914—1942), док је млађи брат Милан (1927—1945), заједно са стотинама козарачке деце био одведен у логор Јасеновац, где је убијен 1945. године. Доласком у Подгрмеч, Лепа се одмах укључила у велику акцију омладине која је у току јула и августа 1942. године организовала жетву у Саничкој долини, са циљем сакупљања летине како не би пала у руке окупатора и усташа. Након тога добила је задатак да политички делује у селима Горњи и Доњи Петровићи и Средњи Дубовик, код Босанске Крупе. Лепа је познавала овај крај, јер је њен стриц Воја, који је био лугар, често водио са собом, када је долазила код њега у Босанску Крупу. Највише је радила са омладином и женама, а како се у политичком раду показала као веома успешна, убрзо је постала члан Општинског комитета КПЈ у Средњем Дубовику.
Иако веома млада, али озбиљна за своје године, њена појава одавала је врло енергичну жену. Свакодневно је окупљала омладину и радила на стварању првих омладинских и женских организација, које су крајем 1942. године постале део Уједињеног савеза антифашистичке омладине Југославије (УСАОЈ), односно Антифашистичког фронта жена Југославије (АФЖ), као и формирању актива Савеза комунистичке омладине. На сеоским омладинским конференцијама говорила је о борбама на Козари, у којима је и сама учествовала, о циљевима Народноослободилачког покрета и позивала омладину да масовно ступа у крајишке партизанске јединице. Састанке је одржавала углавном ноћу у сеоским кућама, иако је стално претила опасност да у кућу упадну четници, пошто се Средњи Дубовик, налазио насупрот селима Острожница и Велики Бадић, који су били четничка упоришта. Свесна свих опасности, Лепа је пешачила десетинама километара обилазила полуослобођена села и радила на окупљању народа и омладине.
Предводила је омладину Дубовика на великом скупу у Јасеници, 7. јануара 1943. године када је Врховни командант НОВ и ПОЈ Јосип Броз Тито извршио смотру јединица Четврте крајишке дивизије — Друге, Пете, Шесте и Осме крајишке ударне бригаде. Она је тада донела традиционалне крајишке дарове за Врховног команданта и команданта Четврте дивизије Јосипа Мажара Шошу.

### Страдање у Четвртој офанзиви
Када је крајем јануара 1943. отпочела операција „Вајс I”, која представља први део Четврте непријатељске офанзиве и која је захватила подручје Лике, Кордуна, Баније и западне Босне, Лепа Радић је била члан Штаба за евакуацију становништва, рањеника, хране и стоке на подручју општине Средњи Дубовик. Организовала је збегове, који су се приликом борби између партизана и окупаторско-квислиншких снага, морале повући на Грмеч. Приликом евакуације народа, Лепа је као политички радник храбрила људе и уверавала их да ће партизанске снаге успети да зауставе надмоћније непријатељске снаге и на тај начин спасити рањенике и избеглице. Када су колоне избеглица прелазиле цесту у селу Јасеница, у подножју Грмеча, немачка авијација је отпочела са бомбардовањем колоне и тада је наступила велика паника. Заједно са групом другова, Лепа је успела да смири метеж и узбуну и настави са евакуацијом.
Након доласка на Грмеч, Лепа је као члан Штаба, обилазила раштркане групе људи и разговарала са људима, покушавајући да им у тим тешким данима пружи некакву наду и охрабри их. Када су се окупаторско-квислиншке снаге све више приближиле Грмечу, добровољно се пријавила да ступи у Другу крајишку ударну бригаду, како би као борац непосредно учествовала у одбрани евакуисаног народа. На састанку Окружног комитета КПЈ, наређено јој је да остане на Грмечу и обилази збегове, делујући и даље као члан Штаба за евакуацију. Тада је дат савет да се збегови разбију у мање групе, како би се избегле веће жртве, јер су непријатељске снаге у току офанзиве вршиле злочине над становништвом у подгрмечким селима. У најкритичнијој фази одбране Грмеча, чланови Штаба су се поделили и свако је узео бригу о по једном збегу. Лепа је тада преузела бригу о збегу који је бројао 150 људи, углавном стараца, жена и деце.
Према Грмечу, који су браниле Друга крајишка и Пета козарачка ударна бригада, наступале су следеће немачке снаге — јединице из састава немачке 717. ловачке дивизије из правца Санског Моста, јединице из састава 369. пешадијске дивизије из правца Босанске Крупе и јединице из састава 7. СС дивизије из правца Босанског Петровца. Продором немачке 369. „вражје” дивизије од Босанске Крупе према Бенаковцу и спајањем са деловима 717. ловачке дивизије, као и продором 7. СС дивизије, завршено је окружење планине Грмеч, на којој се тада налазило око 15.000 избеглица. Након окружења, ове јединице су у више колона прошле кроз планину, вршећи масакр над народом затеченом у збеговима. На разне начине, на Грмечу је тада убијено 3.370 људи, 1.722 је одведено у концентрационе логоре, а 1.256 је промрзло и умрло од зиме. Партизанске снаге, које су браниле Грмеч, успеле су да се између 11. и 13. фебруара, уз велике напоре пробију из окружења северно од комуникације Сански Мост—Босанска Крупа.
Предвече 8. фебруара 1943. припадници 369. „вражје” дивизије су изнад села Праштали, недалеко од Лушци Паланке, изненада опколиле и заробиле збег народа који је предводила Лепа Радић. Како је она била једина наоружана са једном пушком, жене су јој говориле да баци пушку и скине униформу, како би се на тај начин спасла, али је она то одбила позивајући народ да се не предаје и да се ако треба бори и голим рукама. Након што је испуцала неколико последњих метака, Лепа је била савладана од неколико војника и везана, након чега је заједно са људима из заробљених збегова поведена у Босанску Крупу. Пошто се успут опирала и говорила да њу убију, а да народ није ништа крив, била је ударана кундацима пушака. Када је доведена у Крупу, приликом одвођења у зграду команде, позивала је окупљене избеглице да се боре и клицала је партизанима и Црвеној армији.
Након три дана мучења у Босанској Крупи, пошто је одбила да открије ко се још од партизанских сарадника налази међу народом похватаном на Грмечу, изведена је пред преки суд и осуђена на смрт. Колима је 11. фебруара 1943. доведена до једног багрема, који се налазио између тунела и железничке станице у Босанској Крупи, где је тада била велика маса избеглица. Заједно са њом, доведена је омладинка Фадила Махић, али она није била тада обешена. Са рукама везаним телефонским каблом, без ципела, само у вуненим чарапама, исцрпљена и изнемогла, али поносна и храбра Лепа Радић је доведена до багрема, на коме су се налазила вешала. Међу окупљеним немачким војницима, био је велики број фолксдојчера из Војводине, који су добро знали српски језик, па су јој пре извршења казне понудили живот уколико каже ко су руководиоци и комунисти међу заробљеним народом. Лепа им је одговорила — Ја нисам издајник свога народа. Они ће се сами открити кад буду уништавали зликовце као што сте ви!. Након што су је попели на један дрвени сандук за муницију, Лепа се обратила окупљеном народу, позивајући га у борби и узвикујући антифашистичке пароле, али је њено даље излагање прекинуло затезање омче. Након вешања, њено тело је још четири-пет дана висило на дрвету.
Истог дана када је обешена, СС пуковник Аугуст Шмитхубер, командант 14. пука 7. СС дивизије, од својих потчињених је добио извештај у коме је између осталог писало — Бандиткиња, обешена у Босанској Крупи, показала невиђени инат.

## Народни херој
Указом Президијума Народне скупштине Федеративне Народне Републике Југославије, Лепа Радић је 20. децембра 1951. године за истакнути беспримерни хероизам у борби против народних непријатеља постхумно проглашена за народног хероја Југославије. Истог дана за народне хероје је проглашено још четрнаест погинулих партизанки, међу којима су биле Вахида Маглајлић, из Бањалуке и Равијојла Јанковић, са Илиџе. Лепа је са својих седамнаест година најмлађи народни херој из Поткозарја, а до проглашења Милке Боснић (1928—1944) за народног хероја, 1974. године, Лепа је уз Бошка Буху (1926—1943) била један он најмлађих народних хероја у СФР Југославији.
Фотографије вешања Лепе Радић пронађене су маја 1945. код једног погинулог немачког војника приликом ослобођења Загреба. У почетку се није знао идентитет обешене партизанке, а како је фотографија била умножена и подељена музејима, Лепу је на фотографији, приликом посете Музеју револуције у Мостару, препознао један њен рођак.
Као један он најмлађих народних хероја, Лепа је постала симбол отпора омладине Југославије. Њено име носиле су улице, основне школе, омладинске радне бригаде, пионирски одреди и др. У Босанској Крупи, на месту где је обешена, подигнуто је мало спомен-обележје, а једна улица и основна школа у овом граду су носиле њено име. Септембра 1973. у оквиру Меморијалног комплекса „Бошко Буха” у Јабуци, код Пријепоља, на предлог Савеза удружења бораца Народноослободилачког рата и Савеза социјалистичке омладине Југославије, постављено је осам бисти пионира и омладинаца палих у Народноослободилачком рату, по један из сваке републике и покрајине. На овом простору, названом Алеја неустрашиве младости, тада је између осталих, подигнута биста Лепе Радић, рад Љубоја Чабаркапе, наставника из Пљеваља.
У спомен-парку Слободе у Градишци, налазе се бисте троје народних хероја рођених на подручју општине Градишка — Енвера Шиљка, Стевана Дукића и Лепе Радић. Њена биста, налази се такође у Бистрици, код Градишке, у близини споменика палим борцима у ратовима 1941—1945. и 1992—1995. године. Њено име данас у Градишци носе Предшколска установа „Лепа Радић” и Централно културно-уметничко друштво „Лепа Радић”. Улице са њеним именом данас постоје у Градишци, Приједору, Лакташима и Футогу.

## Галерија
- Родна кућа Лепе Радић у Гашници. Оригинална кућа је запаљена од усташа јула 1942, након битке на Козари
- Гроб свештеника Милоша Радића, деде са очеве стране у суседном селу Бистрици
- Бисте Лепе Радић и Злате Маленковског у спомен-комплексу „Бошко Буха”
- Биста Лепе Радић у спомен-комплексу „Бошко Буха”